# Allocortex
L’allocortex , également connu sous le nom de cortex hétérogénétique, est, avec le néocortex, l'un des deux types de cortex cérébral. Il se caractérise par trois ou quatre couches de cellules, contre six couches pour le néocortex, et occupe une surface beaucoup plus petite que ce dernier. Il existe trois sous-types d’allocortex : le paléocortex, l'archicortex et le périallocortex qui est une zone de transition entre le néocortex et l'allocortex.
Les régions spécifiques du cerveau généralement définies comme appartenant à l’allocortex sont le système olfactif et l'hippocampe.
L’allocortex est également appelée cortex hétérogénétique en raison de l'absence d'architecture à six couches homogénétiques du néocortex au cours de son développement. Cette caractéristique le distingue du cortex hétérotypique, qui est un autre type de cortex cérébral, qui au cours de son développement prénatal, passe à travers une phase à six couches pour finalement voir ce nombre diminuer au terme du développement, comme dans l’aire 4 de Brodmann qui est dépourvue de cellules granulaires.

## Structure
L’allocortex présente seulement trois à quatre couches de corps cellulaires neuronaux contrairement au néocortex qui en possède six. Il existe trois sous-types d’allocortex : le paléocortex, l’archicortex et le périallocortex.
Le paléocortex est un type de tissu cortical mince, primitif qui se compose de trois à cinq couches de corps cellulaires neuronaux. À titre de comparaison, le néocortex a six couches et l'archicortex a trois ou quatre couches.
L’archicortex est un type de tissu cortical qui se compose de trois couches de corps cellulaires neuronaux. Il présente moins de couches que le néocortex ou le paléocortex. Parce que le nombre de couches qui composent un type de tissu cortical semble être directement proportionnel aux capacités de traitement des informations de ce tissu et à son âge phylogénétique, le paléocortex est considéré comme un intermédiaire entre le néocortex et l’archicortex. L’archicortex est considéré comme le type de tissu cortical le plus ancien et le plus simple.

## Emplacement
Le Paléocortex est présent dans le gyrus parahippocampique, le bulbe olfactif, le tubercule olfactif, le cortex piriforme, l'aire périamygdalienne, le noyau olfactif antérieur, la substance perforée antérieure et l'aire prépyriforme.
L’Archicortex est le plus répandu dans le cortex olfactif et l'hippocampe, qui sont responsables du traitement des odeurs et de la formation des souvenirs. Étant donné que l'olfaction est considérée comme étant la fonction sensorielle phylogénétiquement la plus ancienneet que le système limbique, dont l'hippocampe fait partie, est l'un des plus anciens systèmes dans le cerveau, il est probable que l’archicortex ait été l'un des premiers types de tissus des systèmes nerveux primitifs.
Les cellules précurseurs archicorticales sont également présentes dans le gyrus denté de l'embryon de mammifère en développement.